# 雙葉小学校
雙葉小学校（ふたばしょうがっこう）は、東京都千代田区六番町にある私立女子小学校。
幼きイエス会（旧サン・モール修道会）を設立母体とする。

## 沿革

### 年表
- 1875年（明治08年） - 東京築地に「築地語学校」を開校。
- 1910年（明治43年） - 「雙葉女子尋常小学校」創立。
- 1947年（昭和22年） - 雙葉小学校となる。

## 通学手段など
- 児童の主な通学手段
  - 鉄道：中央線・総武線・丸ノ内線・南北線
- 最寄り鉄道駅など：
  - 四ツ谷駅

## 著名な出身者
- 上皇后美智子（皇族）
- 川上弘美（小説家）[1]
- 高橋真麻（元フジテレビアナウンサー。俳優高橋英樹と元女優小林亜紀子の娘）
- 三山賀子（テレビ朝日アナウンサー）
- 勝海麻衣（モデル、元銭湯絵師見習い）
- 戸田山貴美（フリーアナウンサー）[2]
- かたせ梨乃（女優）
- 水田宗子（比較文学者、詩人）
- 馬越恵美子（国際経営学者）
- 白河桃子（ジャーナリスト、作家）
- 鈴木美潮（ジャーナリスト）
- 菅野朋子（弁護士）
- 森千晴（フリーアナウンサー）
- 村松えり（女優）
- 折井理子（女優）
- 池田花歩（タレント、フリーアナウンサー）

## 系列校
学校法人雙葉学園
- 雙葉中学校・高等学校 （東京都千代田区）
- 雙葉小学校附属幼稚園 （東京都千代田区）